# Roquebrune-sur-Argens
Roquebrune-sur-Argens este o comună în departamentul Var din sud-estul Franței. În 2009 avea o populație de 12.708 de locuitori.

## Evoluția populației
| An        | 1975  | 1982  | 1990   | 1999   | 2006   | 2009   |
| --------- | ----- | ----- | ------ | ------ | ------ | ------ |
| Populație | 5.041 | 6.301 | 10.389 | 11.349 | 11.405 | 12.708 |